# Académie européenne des sciences, des arts et des lettres
L'European Academy of Science, Arts and Humanities (EAASH) est une organisation non gouvernementale européenne fondée en 1979. L'EAASH choisit ses membres parmi les académies nationales ou internationales et parmi les lauréats des grands prix internationaux. Elle rassemble 200 membres titulaires et 200 correspondants dont 60 Prix Nobel et 300 membres d'académies nationales de 54 pays. Son siège est à Paris.

## Missions
Elle contribue au maintien de la paix en encourageant la collaboration entre les nations dans les domaines de l'éducation, des sciences, des arts et des humanités, sans distinction de race, de sexe, de langue, de religion ou d'opinion politique.
Elle joue un  rôle complémentaire à celui de l'UNESCO en travaillant avec elle comme avec les autres institutions nationales ou internationales. 

## Activités
Elle organise des symposiums, séminaires et ateliers dans le domaine des sciences.